# Sylvain Charbonneau
Sylvain Charbonneau est un acteur français.

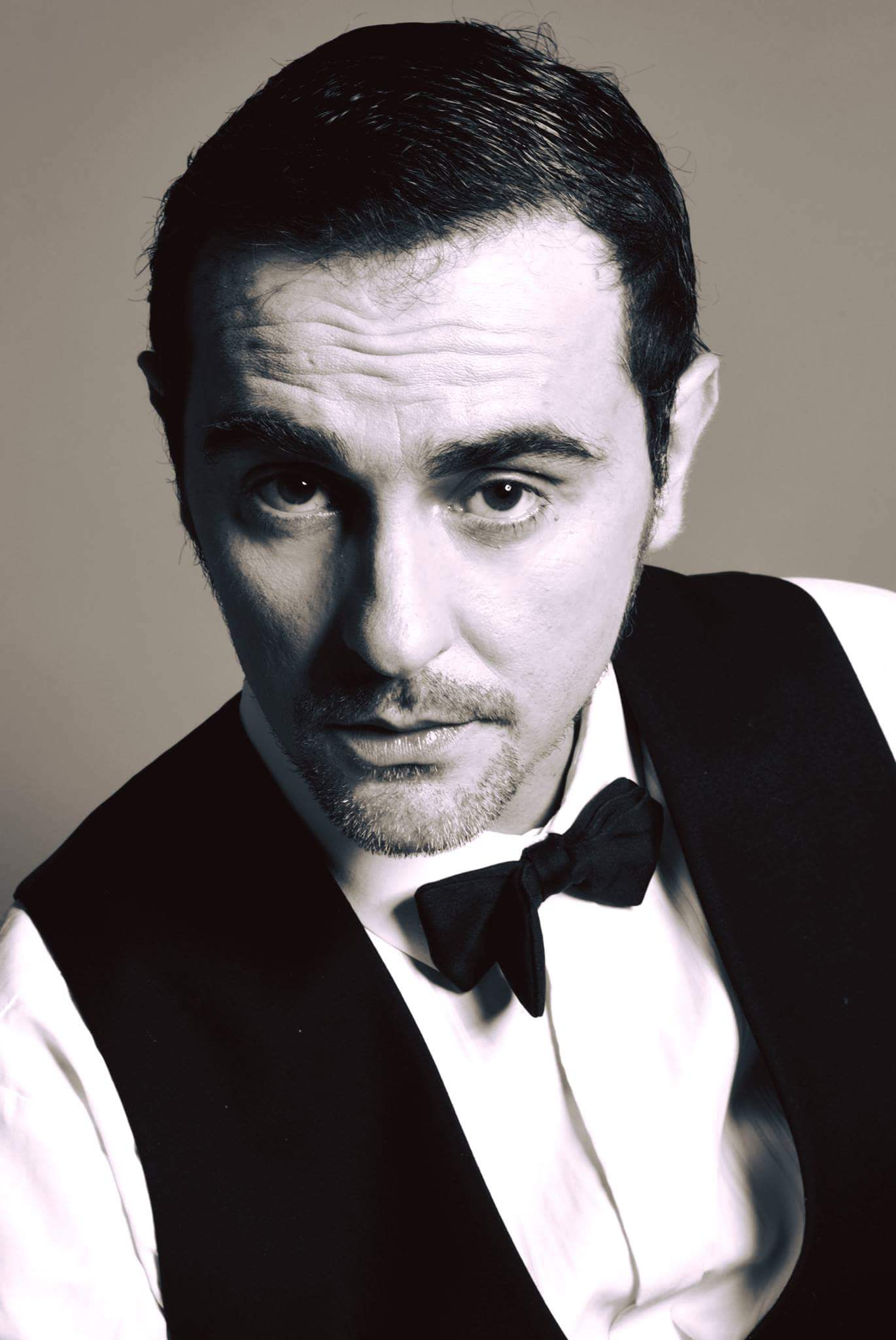
Sylvain Charbonneau by Voicu Sereda.

## Biographie
Sylvain Charbonneau est un acteur français. Il fait ses premiers pas sur scène à l'âge de huit ans à l'Opéra de Paris sous la direction de Rudolf Noureev, puis il suit une formation au Conservatoire national supérieur de musique et de danse en solfège et piano. À 15 ans, il entre dans une école d'Arts Plastiques. Il obtient une maîtrise et multiplie en parallèle les expositions parisiennes, de peinture, sculpture ou photo. À l'âge de 25 ans, il décide de revenir a ces premières amours, et se tourne alors vers les arts dramatiques.
Formé par Sarah Eigerman de la Franco American Cinema Theater, puis au Cours Simon avec Rosine Margat, Cyril Jarousseau et David Sztulman, il suit également une formation au studio Pygmalion avec Pascal Luneau et Régis Mardon.
Un court métrage, Les Lumières de la vie, pour lequel il obtient un prix d’interprétation pour le personnage de Charlie Chaplin, lui ouvre la voie de l'image et de nouveaux rôles au cinéma, au théâtre et à la télévision. Il prête régulièrement sa voix sur des documentaires ou en doublage pour les versions françaises.

## Filmographie

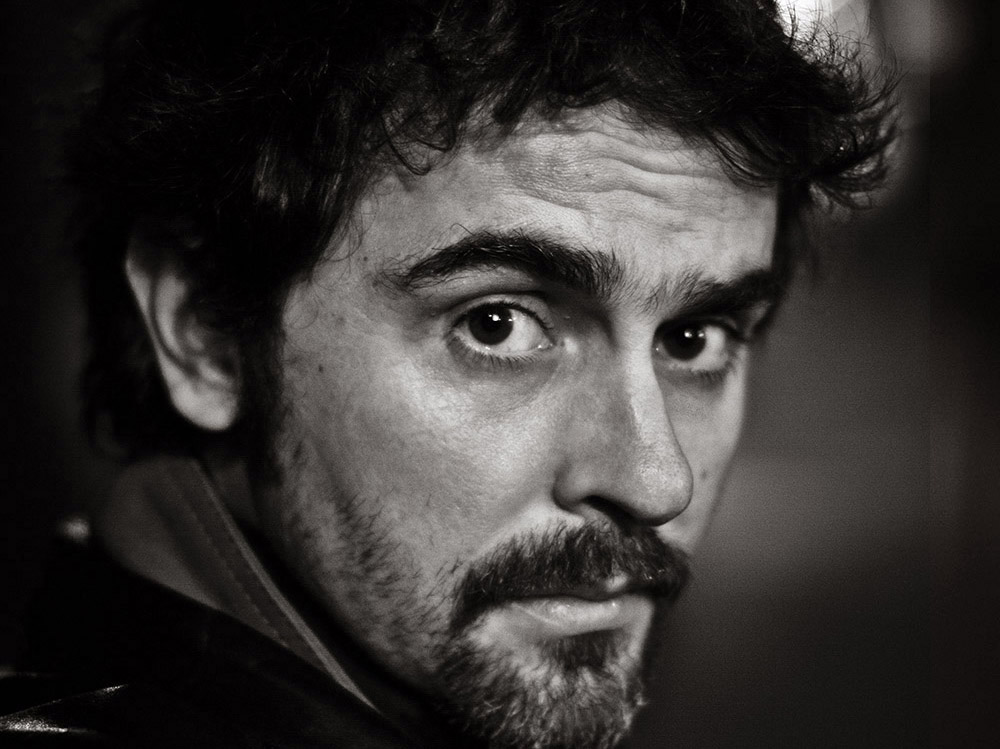
Sylvain Charbonneau by Pascal Gentil #aliastalents.

### Cinéma
- 2001 : Nid de guêpes de Florent-Emilio Siri
- 2002 : La Peur du bourreau de Soazic Veillon
- 2002 : Le Pari de Thierry Lassalle
- 2004 : Le Trésor des silences de Linda Arzouni
- 2005 : J'ai vu tuer Ben Barka, de Serge Le Péron
- 2005 : Quality control de Julien Fouré / Laurent Chepman
- 2008 : L'Enfant d'une autre de Virginie Wagon
- 2009 : Chez Rose de Christophe Gros-Dubois
- 2012 : Toute première fois réalisé par Noémie Saglio et Maxime Govare
- 2012 : Las Vegas Hotel réalisé par Christophe Gros-Dubois
- 2019 : Back up réalisé par Christophe Gros-Dubois
- 2022 : L'Homme parfait réalisé par Xavier Durringer

### Télévision
- 2000 : KD2A de Dimitri Grimblat
- 2003 : Les Grands Frères d'Henri Helman : Le commissaire adjoint
- 2005 : La Nuit des aveux de Derri Berkani : Samir
- 2006 : Les Enquêtes de Steve McReine, d'Anne Dorr et Pascal Emmanuel Luneau (pilote)
- 2008 : L'Affaire Villemin de Raoul Peck
- 2010 : Groland Magazine (NPA) de Gérard Bonnet
- 2010 : Docteur Tom ou la Liberté en cavale de Tristan Carné
- 2011 : V comme Vian de Philippe Le Guay
- 2011 : Las Vegas Hotel de Christophe Gros Dubois
- 2011 : Interpol (série télévisée), épisode Les Poupées russes d'Éric Summer :  Vladimir, chef gang tchétchène
- 2012 : Sophie et Sophie de Sylvain Fusée
- 2013 : VDM, la série de Fouad Benhammou, épisodes Clarinette, Poésie, Rencontres fortuites, Centrale nucléaire et Les Prénoms
- 2014 : Fais pas ci, fais pas ça de Laurent Tuel
- 2014 : Les Mystères de l'amour de Vincent Van Moere : Motta
- 2015 : Soda, épisode Le Rêve américain réalisé par Nath Dumont
- 2015 : Flic tout simplement d'Yves Rénier : Flic gaulois
- 2015 : Résistances (Lundi en histoires) de Laurent Jaoui : Philippe Monod
- 2015 : Bonaparte et les campagnes d'Egypte de Fabrice Hourlier : Nicolas-Jacques Conté
- 2017 : Je voulais juste rentrer chez moi d'Yves Rénier : agent immobilier
- 2017 :  Alice Nevers, le juge est une femme d'Éric Le Roux
- 2021 :  La Traque d'Yves Rénier
- 2021 :  En attendant un miracle de Thierry Binisti
- 2022 :  Un si grand soleil réalisation Axelle Laffont Benoît d'Aubert Éric Woreth
- 2022 :  La guerre de 100 ans de Stefan Bonnefoy Christophe Findji
- 2022 :  Meurtres en Béarn de Delphine Lemoine

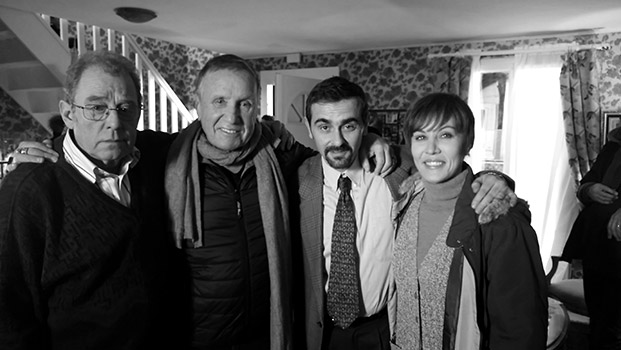
Jean-Claude Legay, Yves Rénier, Sylvain Charbonneau, Mathilde Seigner sur Je voulais juste rentrer chez moi.
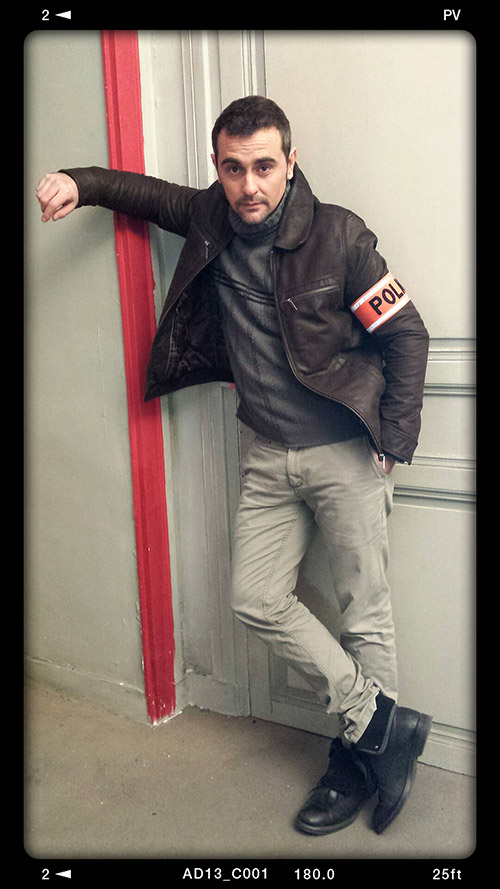
Sylvain Charbonneau est Le flic gaulois dans Flic, tout simplement réalisé par Yves Rénier.

### Courts métrages
- 2000 : Les Lumières de la vie de François Lelait et Ann Lemonnier - Mention et prix d'interprétation pour le personnage de Charlie Chaplin[1]
- 2005 : Fanny Ardant et toi d'Anthony Sabet
- 2005 : Les Coqs au pondoir de Philippe Pollet-Villard (Festival du Film de Sarlat 2005)
- 2005 : T'assures pas d'Alain Jessua (Festival du film de Sarlat 2005)
- 2007 : Noir total de François Jamin
- 2007 : Lost in cross d'Anthony Sabet
- 2008 : Cum à la maison de Fred Reau
- 2015 : La clef réalisé par Thomas Liégeard - Finaliste Sundance 2016
- 2018 : Le fusil réalisé par Jeanne Truong - Koï Films

## Théâtre
- 1983-1985 : Casse-noisette (Opéra Garnier) – Rudolf Noureev
- La Sylphide (Opéra Garnier) - Georges Hirsch
- La Boîte à musique - Claude Bessy, Serge Golovine
- 1996-2000 : Barouf à Chioggia de Carlo Goldoni – Jeanine Témin
- 2000 : Equus de Peter Shaffer – David Sztulman
- 2000 : Le Barbier de Séville de Rossini – Stefano Vizioli
- 2001 : L'Opéra de quat'sous de Bertolt Brecht et Kurt Weill – Haldor Laxness / Leonardo Gsaparini
- 2001 : Peer Gynt d’Henrik Ibsen – David Sztulman
- 2002 : Debureau de Sacha Guitry – Cyril Jarousseau
- 2002 : Les Troyennes d’Euripide / Jean-Paul Sartre – Yves Penay / Stefano Fogher
- 2002 : Torquemada de Victor Hugo – Jean-Luc Jeener
- 2003 : La Fôret mouillée de Victor Hugo – Silvia BAGLI / Giulia Bonanni
- 2003 : Le Soulier de satin de Paul Claudel – Jean-Louis Saratto
- 2004 : Britannicus de Jean Racine – Catherine Brieux
- 2007 : Le Cid de Pierre Corneille – Daniel Annotiau
- 2007 : Les Caprices de Marianne d’Alfred de Musset – Catherine Brieux
- 2008-2009 : Le Jeu de l'amour et du hasard de Marivaux – Daniel Annotiau
- 2008 : Cinna de Pierre Corneille – Théâtre des Deux Rives
- 2008 : La Chaise éjectable – Ellyn Dargance
- 2009 : Ne donnez pas de pommes aux vaches de Bernard Da Costa – Maria Laborit
- 2009 : The Crazy Horror Theater Show – Astrid Silvain
- 2010 : Ne donnez pas de pommes aux vaches de Bernard Da Costa Mise en scène Maria Laborit
- 2011 : Café Carnivore de Bernard Da Costa Maria Laborit / Régis Mardon
- 2013 : Poétiques Jorge Luis Borges (montage) Mise en espace : Oscar Sisto

## Distinctions
- 2000 : Mention et prix d'interprétation de Charlie Chaplin dans le court métrage Les Lumières de la vie[1]